# Adam Swach
Adam Swach, také Adamus Swach (11. duben 1668 Dačice – 13. leden 1747 Poznaň), byl člen františkánského řádu, barokní malíř.

## Život
Měl staršího bratra Antonia (rovněž františkán, zemřel v roce 1709). V roce 1686 vstoupil do františkánského řádu v Poznani. Malbu studoval tři roky u Jerzyho Eleutera ve Lvově. Svůj řeholní slib složil 24. března 1687 a přijal jméno Adam. Kvůli publicitě, kterou mu práce v Poznani přinesla, začal být zván do kostelů v Polsku, aby tam maloval. Působil v místech: Poznaň, Owińska, Lądu, Pyzdry, Żerków, Kalisz, Łowicz, Piotrków Trybunalski, Jarosław, Krasnystaw, Szamotuły, Wełno, Krakov a Krosno. Po roce 1735 není o jeho činnosti žádná zmínka. Zemřel v roce 1747.

## Dílo
- polychromie ve františkánském kostele v Poznani (1702?)
- obrazy, cisterciácké opatství v Lądu:
  -         Mučednictví cisterciáků v Anglii a Skotsku (1714)
  -         Svatý. Bernard vyhání Satana (1714)
- Františkánský kostel v Pyzdrech, kaple Umučení Páně (asi 1716)
- olejomalby, cisterciácké opatství v Lądu (1716)
- Kolegiátní kostel Łowicz, kaple Božího těla (1718)
- Františkánský kostel v Poznani: olejomalby pro oltář Panny Marie pod východní kupolí (asi 1719)
- portréty opatů, malba na plafondu opatského sálu, cisterciácké opatství v Lądu (1722)
- polychromie v jezuitském kostele v Krasnystawu (1721 nebo 1723)
- polychromie v kostele v Studzianne (1726)
- polychromie ve svatyni Panny Marie Bolestné v Jarosławi (po roce 1726)
- malá kupole, kostel cisterciáckého opatství v Lądu (1730)
- polychromie v cisterciáckém kostele v Owińske (1730)
- výzdoba fasády františkánského kostela v Poznani (1733)
- výzdoba restaurovaných klášterních stánků, františkánský kostel v Poznani (1733)
- Kostel Nejsvětější krve Ježíše v Poznani (1735)
- Kostel Povýšení svatého Kříže ve Wełnu
- Obrazy sv. Stanislava biskupa, sv. Vojtěcha, sv. Štěpána a sv. Vavřince v bočním oltáři kolegiátního kostela v Szamotułech